# Język hiri motu
Język hiri motu (również Police Motu lub Pidgin Motu) – język kreolski używany w Papui-Nowej Gwinei. Jest objęty w tym kraju statusem języka urzędowego. Według danych z 1989 r. posługiwało się nim wówczas ok. 120 tys. osób.
Powstał na skutek pidżynizacji języka motu. Różnice na płaszczyźnie fonologii i gramatyki sprawiają, że języki motu i hiri motu nie są wzajemnie zrozumiałe.
Wykazuje wpływy angielskiego, tok pisin i języków polinezyjskich. Dzieli się na dwie odmiany: „papuaską” (Papuan Hiri Motu) i „austronezyjską” (Austronesian Hiri Motu). 
Szyk wyrazów w hiri motu przybiera postać SOV lub OSV, rzadko SVO.
Jest wypierany przez tok pisin, który upowszechnia się w południowej Papui-Nowej Gwinei. Okres rozkwitu tego języka przypadł najpewniej na okres od 1945 r. do pocz. lat 60. XX w.; na przestrzeni kolejnych dekad odnotowano wyraźny zanik użycia tego języka i niski poziom przekazu międzypokoleniowego.
Jest zapisywany alfabetem łacińskim. Jako standard oficjalnych publikacji przyjęto odmianę papuaską.